# BOY-FRIEND
『BOY-FRIEND』（ボーイフレンド）は、1986年7月21日にシングル『GIRL-FRIEND』と同時に日本コロムビアからリリースされた、山下久美子の15枚目のシングル。

## 作品概要
前作『FLIP FLOP & FLY』から約1か月でのリリースとなるシングル。スタジオ・アルバムには収録されず、1991年に発売されたベスト・アルバム『Chronologic Singles Side:A Collection』にて初収録かつ初CD化された。
B面の「BOY-FRIEND (ITALIAN VERSION)」は、須江直子が「BOY-FRIEND」をイタリア語に翻訳したもの。1992年にリリースされたベスト・アルバム『Sweet-est』にて初収録かつ初CD化された。

## 収録曲
| 全作曲: 村松邦男、全編曲: 布袋寅泰。 |                                  |            |            |      |
| #                                    | タイトル                         | 作詞       | 作曲・編曲 | 時間 |
| 1.                                   | 「BOY-FRIEND」                   | 竹花いち子 | 村松邦男   | 5:20 |
| 2.                                   | 「BOY-FRIEND (ITALIAN VERSION)」 | 須江直子   | 村松邦男   | 5:19 |
| 合計時間:                            | 合計時間:                        | 合計時間:  | 10:39      |      |